# De Lumineuze Nachten

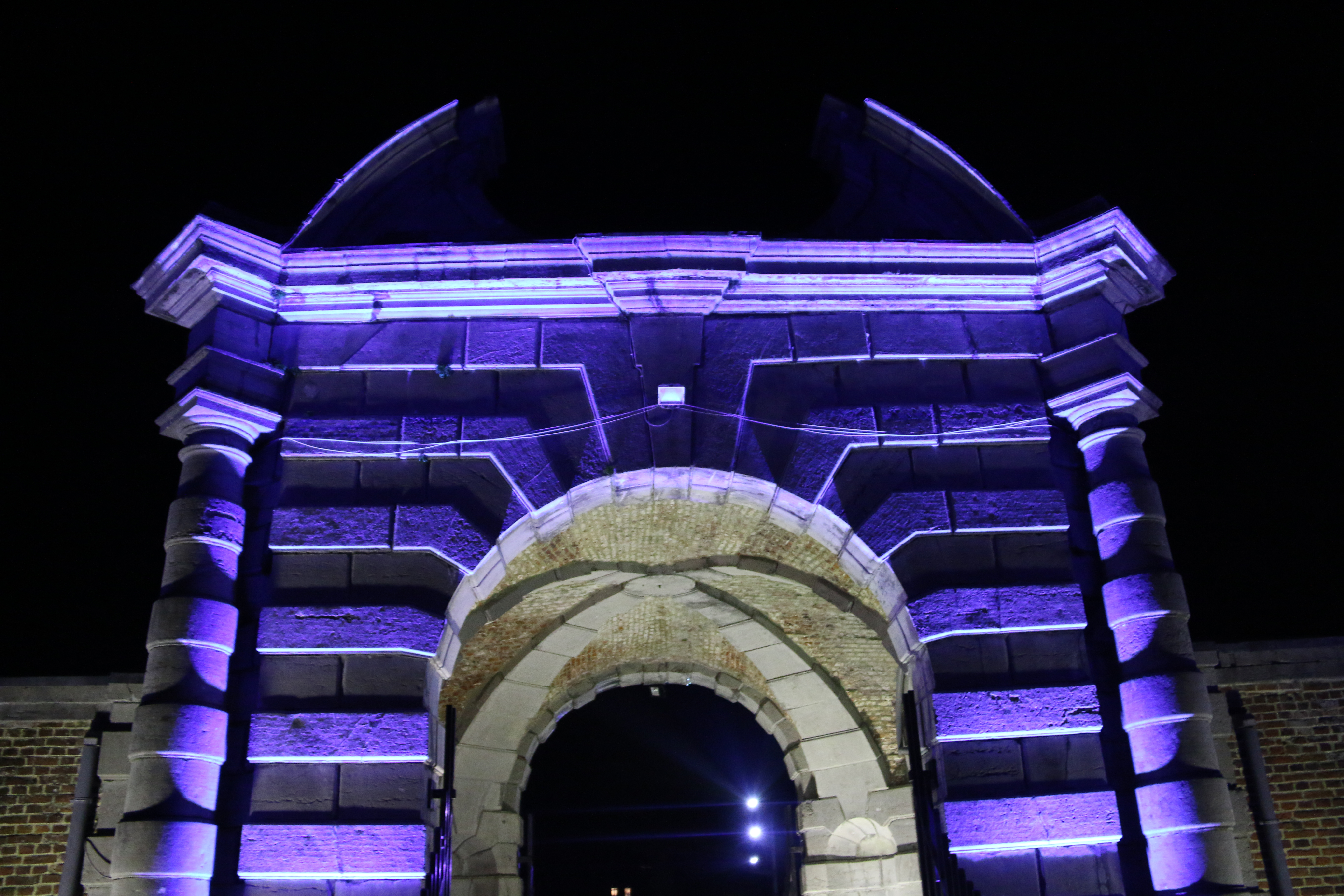

De Lumineuze Nachten (Frans: Les Nuits Lumineuses) is een lichtshow (son et lumière) die elk jaar wordt georganiseerd in het Park van Edingen in het Belgische Edingen. Het parcours door het park bestaat uit lichtinstallaties, projecties en videomapping en belicht elk jaar een ander verhaal. De Lumineuze Nachten worden verzorgd door het Kortrijkse Urban Mapping, een bedrijf van Luc en Alexander Stragier uit Roeselare (die ook de Lumineuze Nachten organiseren in Kasteel de Haar en Brouwerij Rodenbach).